# Kruszyny (Grande-Pologne)
Pour les articles homonymes, voir Kruszyny.
Kruszyny (prononcé en polonais : [kruˈʂɨnɨ]) est un village polonais de la gmina de Pyzdry dans le powiat de Września de la voïvodie de Grande-Pologne dans le centre-ouest de la Pologne.
Il se situe à environ 4 kilomètres au sud-est de Pyzdry (siège de la gmina), à 23 kilomètres au sud de Września (siège du powiat) et à 61 kilomètres au sud-est de Poznań (capitale régionale).
Le village possédait une population de 12 habitants en 2012.

## Histoire
De 1975 à 1998, le village faisait partie du territoire de la voïvodie de Konin.

Depuis 1999, Kruszyny est situé dans la voïvodie de Grande-Pologne.